# Lars Bak
 Der er flere personer med dette navn, se Lars Bak (flertydig).
Lars Ytting Bak (født 16. januar 1980 i Silkeborg) er en dansk forhenværende professionel cykelrytter, nu senest var han sportsdirektør for Uno-X Pro Cycling Team.
Lars Bak fik sin første professionelle kontrakt i 2002 hos Team Fakta, for hvem han kørte indtil 2004, hvor han skiftede til hollandske BankGiroLoterij. Der kørte han indtil holdet lukkede, hvorefter han skiftede til Team CSC. Fra 2010-2011 kørte Lars Bak for det amerikanske ProTour-hold HTC-Highroad. Da holdet i 2011 ikke lykkedes med at finde en ny sponsor, skiftede Lars Bak fra 2012-sæsonen til Lotto-Soudal.
Han vandt Tour de l'Avenir i 2005, hvor han også blev danmarksmester i linjeløb.